# 清塘站 (广州)
清塘站是广州地铁9号线的一座车站，位于中國广东省广州市花都区迎宾大道清塘路口的地底，于2018年6月30日正式启用。

## 车站結構

### 車站樓層
本站共有二层，地面为迎賓大道、清塘路以及其它建築；地下一層為站廳层；地下二層為9號線月台。
| 地下一层 | 站廳                       | 售票機、客服中心、商店、警务室、安检设施 |  |  |
| 地下二层 | 2 站台                     | █9号线 飞鹅岭方向（下站：清㘵）          |  |  |
|          | 岛式站台（卫生间、母婴室） |                                          |  |  |
|          | 1 站台                     | █9号线 高增方向（下站：高增）            |  |  |

### 站厅

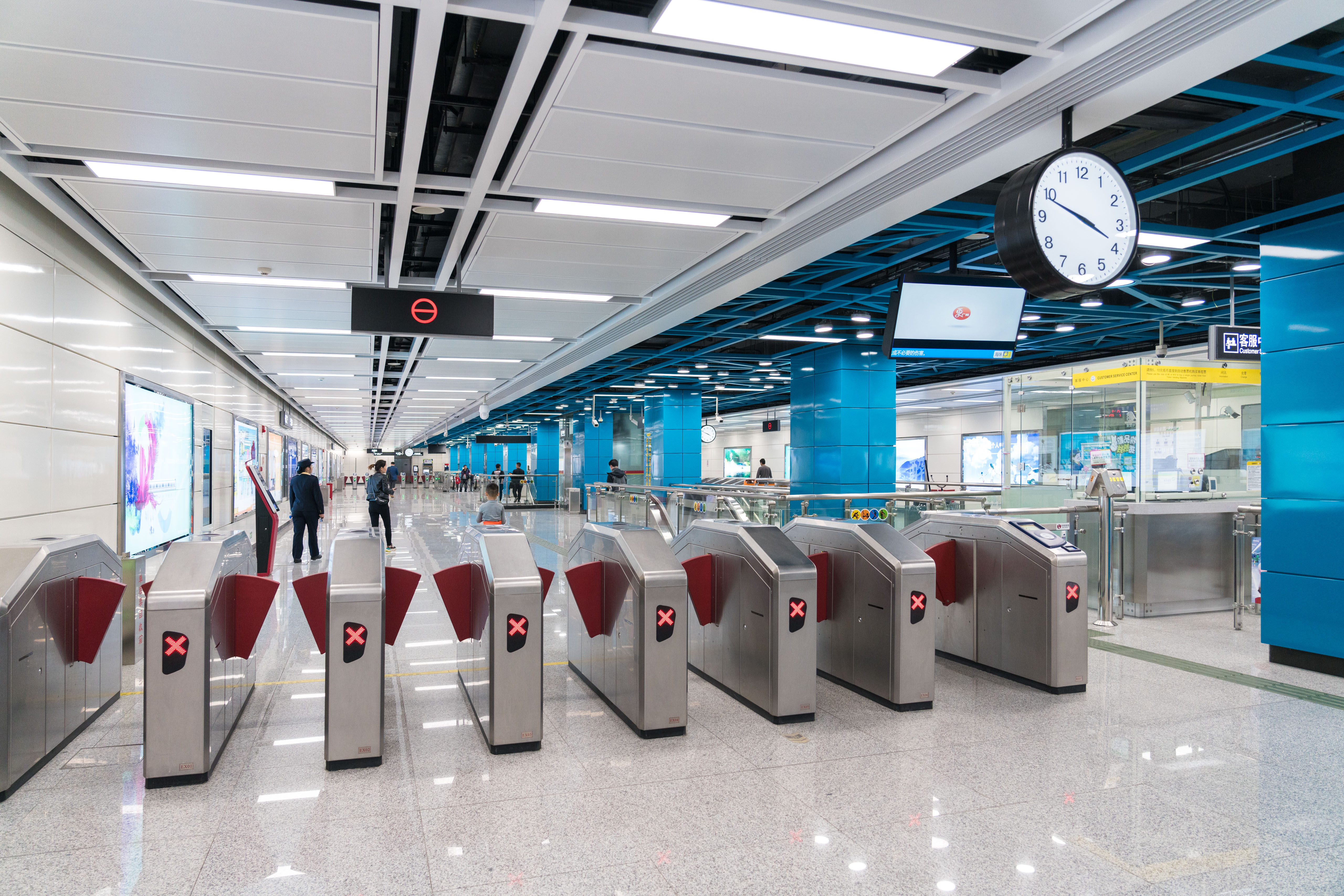
站厅

清塘站站厅设于地下一层，站厅主要设有售票机、客服中心、自助客服中心等设施。为方便行人进出，站厅南侧被划分为收费区，收费区内设三條扶手电梯、一台专用电梯和兩組楼梯方便乘客来往月台层。
另外，本站站厅层设有少数自助服务设施，例如自动售卖机、共享充电宝以及自动售卡/充值机等。

### 月台
本站将设有一个岛式月台，位于迎賓大道地底。
本站的卫生间以及母婴室均设于往飞鹅岭方向的一端。

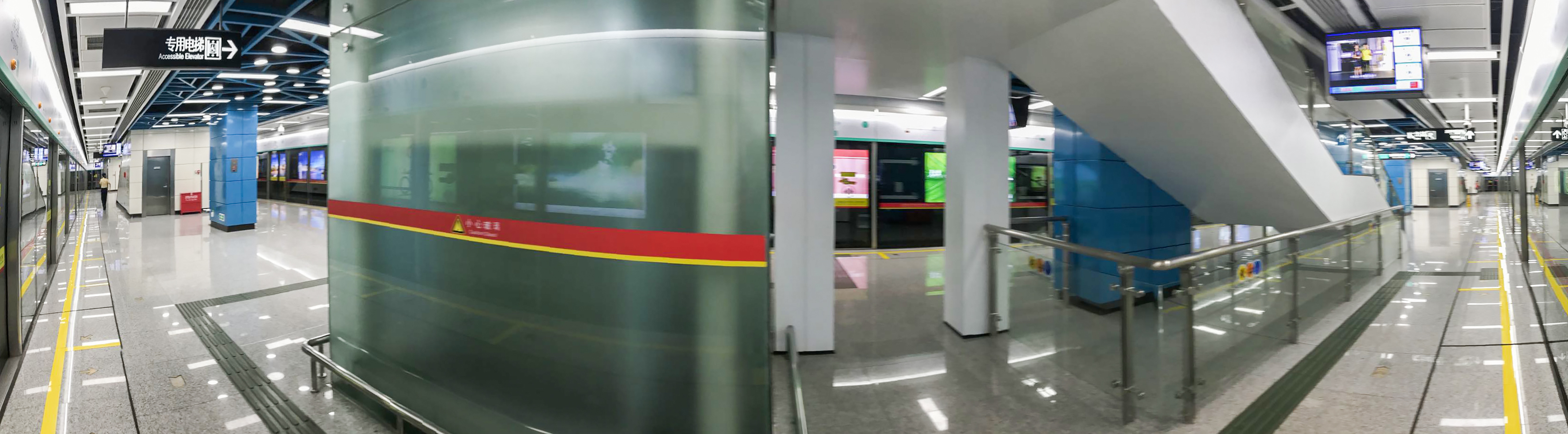
2号月台全景图

### 出入口
清塘站目前设有4个出入口供乘客进出车站。
|                                           |                                                       |      |          |                                                                                        |
| 編號                                      | 设施                                                  | 照片 | 出口指示 | 建議前往的目的地                                                                       |
| A                                         | 无障碍通道标志 · 扶手电梯标志                         |      | 迎宾大道 | 清塘路、中山大学孙逸仙纪念医院（花都院区）、广州空港医疗中心、合和新城公交车站（东行） |
| B                                         | 盲道标志 · 升降机标志 · 无障碍通道标志 · 扶手电梯标志 |      | 迎宾大道 | 106国道                                                                                |
| C                                         | 无障碍通道标志 · 扶手电梯标志                         |      | 迎宾大道 | 106国道、广塘村、清塘地铁站公交车站                                                    |
| D                                         | 盲道标志 · 无障碍通道标志 · 扶手电梯标志              |      | 迎宾大道 | 万和北路、广州花都皇冠假日酒店、嘉华广场、合和新城公交车站（西行）                     |
| 註： 設有 \| 設有 \| 設有 \| 設有扶手電梯 |                                                       |      |          |                                                                                        |

## 历史
本站从广州地铁9号线规划开始至全线建设前期时均未设有本站。为支持花都空港核心区相关产业发展，广州市政府于2015年决定在高增站和清㘵站之间增设本站。2016年5月16日，本站开始前期施工。因本站属中途加站，车站范围内的盾构隧道在车站开工建设前已经建设完成，故需破除已建成的盾构管片。车站建设时提供了过站条件，未与9号线其余站点同时开通。
2018年5月，本站完成建设，并移交运营部门进行管理。2018年6月30日，本站正式启用。